# 纳迪拉·艾沙耶弗
纳迪拉·艾沙耶弗（英文：Nadira Isayeva or Isaeva），是一位俄羅斯記者，其對於北高加索地區貪汙和暴力事件的優良報導獲得國際公認，據國際組織保護記者委員會指出，在北高加索達吉斯坦地區，很少有能夠獨立自主的新聞從業人員。

## 抨擊當局
艾沙耶弗是達吉斯坦獨立週報《契諾維克》（意為草案）的總編輯，該報被無國界記者組織讚為「領跑達吉斯坦的獨立報紙」；艾沙耶弗以此身分發表了一系列文章，批評俄羅斯聯邦安全局在該地打擊叛亂組織的作法。
2008年，她在接受採訪時痛批地方當局的腐敗，以及前游擊隊領導人和克里姆林宮勾結。

## 叛亂罪遭逮捕
2008年7月31日，艾沙耶弗遭到逮捕，並根據《反極端主義法》中的「向執法官員煽動叛亂」等罪名起訴；若罪名成立，她將面臨最多5年的徒刑。《契諾維克》報還有另外3名記者Magomed Magomedov、Artur Mamayev和Timur Mustafayev以及他們的律師Biyakai Magomedov也都被起訴。

## 獲釋
2010年1月，案子進入司法程序，檢查機關稱艾沙耶弗的文章「公開聲援恐怖主義」，並對她進行心理和語言方面的測試，試圖讓罪名成立。經過辯方的挑戰，這些測試的結果全被莫斯科的俄羅斯聯邦司法部司法鑒定研究中心推翻。2011年5月19日，艾沙耶弗和其同事的起訴皆被駁回。艾沙耶弗獲釋時表示，達吉斯坦的這起事件是對「新聞自由」的試金石。

## 國際聲援與獲獎
艾沙耶弗的報導和起訴引起了許多記者和新聞自由組織的關注；華盛頓郵報的編輯稱讚艾沙耶弗為「一流的記者」、「英雄」；英國關注言論自由的人權組織「ARTICLE 19」譴責「起訴艾沙耶弗」的行為，是當局騷擾達吉斯坦記者的「一種流行」。對於她的獲釋，無國界記者和保護記者委員會皆予以肯定，之後保護記者委員會授予她2010年國際新聞自由獎，以表彰她捍衛新聞自由的勇氣。

## 當局續騷擾
2011年11月，艾沙耶弗離開達吉斯坦省；12月15日，她在《契諾維克》的前老闆和同事卡馬洛夫被不明兇手槍殺。保護記者委員會形容該事件為「對新聞自由的致命打擊」、「對俄羅斯記者而言最危險之地——北高加索地區獨立新聞領域的巨大損失」。
艾沙耶弗則在莫斯科朋友提供的避難處住了兩個月後，2012年2月以哥倫比亞大學哈里曼研究中心訪問學者的身分前往美國。